# آلن عباس
دکتر آلن عباس (زاده ۲۲ فوریهٔ ۱۹۶۲) استاد دانشگاه، روان‌درمانگر و مدیر مؤسس مرکز احساسات و سلامت در دانشگاه دالهاوزی در هالیفاکس (نوا اسکوشیا) کانادا است.
تخصص بالینی، پژوهش و فعالیت دکتر عباس بر استفاده از روان‌درمانی پویشی کوتاه‌مدت فشرده (ISTDP) برای تشخیص و درمان علائم فیزیکی غیرقابل توضیح پزشکی متمرکز است. او همچنین برنامه‌های آموزشی را در رابطه با این رویکرد توسعه داده‌است.

## کتاب‌ها
او نخستین کتاب خود را با عنوان دستیابی از طریق مقاومت (آنسوی مقاومت): تکنیک‌های پیشرفته روان درمانی در سال ۲۰۱۵ منتشر کرد.
دومین کتاب او پنهان ز دیدگان: راهنمای پزشکان برای اختلالات روانی در سال ۲۰۱۸ با دکتر هوارد شوبینر منتشر شد.